# Sigismondo d'India
Sigismondo d'India (vers 1582 à Palerme (?) – avant le 19 avril 1629 à Modène) est un compositeur italien de la fin de la Renaissance et du début de la période baroque.

## Biographie
Sigismondo d'India est né en Sicile, probablement à Palerme, mais les détails de sa vie avant 1600 sont mal connus.
Pendant la décennie 1600-1610, il est au service de différentes cours italiennes, assimilant tous les styles musicaux : le madrigal expressif de Marenzio, les œuvres polyphoniques de l'école de Venise, la polyphonie traditionnelle de l'école romaine, les tentatives de retour à l'ancienne monodie, les récents développements de l'opéra, la manière chromatique de Gesualdo.
Vers 1610, il est à Parme et Plaisance. L'année suivante, il est embauché à Turin pour diriger la musique du duc de Savoie. Il y reste jusqu'en 1623. C'est la période la plus productive de sa vie au cours de laquelle il assimile dans un style unifié ses expériences antérieures.
Il quitte Turin, probablement à la suite d'intrigues politiques, se rend à Modène, puis Rome. Ses dernières années sont aussi obscures que les premières. Il a peut-être été appointé à la cour de Maximilien Ier en Bavière. Il est sans doute mort à Modène.
Le répertoire de d'India couvre la plupart des formes vocales de son temps : monodies, madrigaux, motets. Son style présente les mêmes caractéristiques que chez Monteverdi, son contemporain : chromatisme expressif, dissonances avec résolution inhabituelle, sens aigu de la dramaturgie.
Ses madrigaux polyphoniques sont souvent inspirés des idées formelles de Gesualdo dont il est un des rares successeurs (jusqu'au XXe siècle).
Son premier livre de madrigaux est publié en 1606, (Monteverdi venait de publier son Cinquième livre de madrigaux en 1605) il est dédié à Vincent Gonzague. Il écrira 8 livres de madrigaux. Ceux-ci montreront une évolution qui prendra en compte la basse continue.
Avec Sigismondo D'India, c'est le chant du cygne du madrigal qui s'exprime à son zénith, il apparait comme un double de Monteverdi.